# St.-Blasien-Kloster (Northeim)

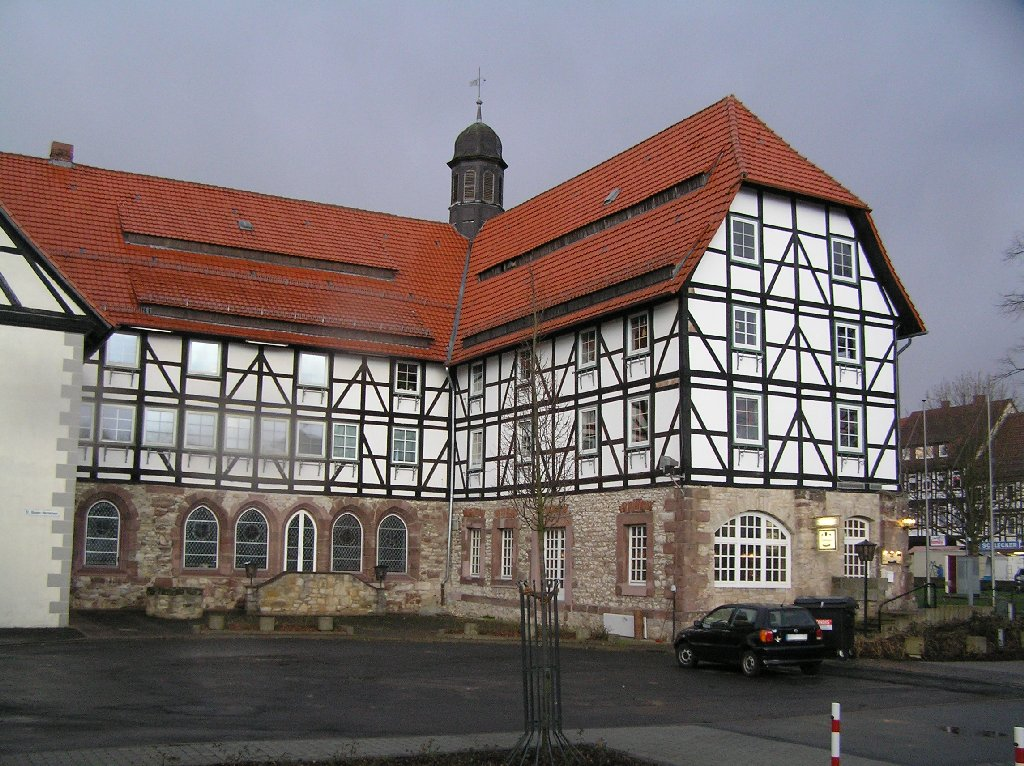
St.-Blasien-Komplex, Rückansicht

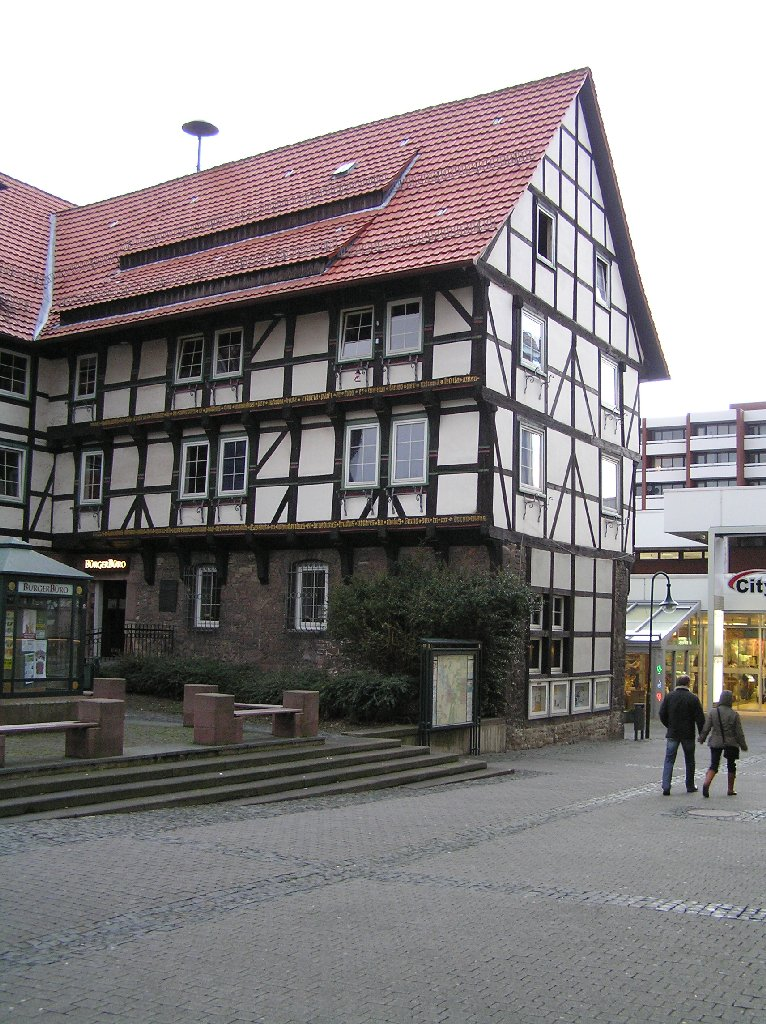
St.-Blasien-Komplex, Eingang zum Bürgerbüro

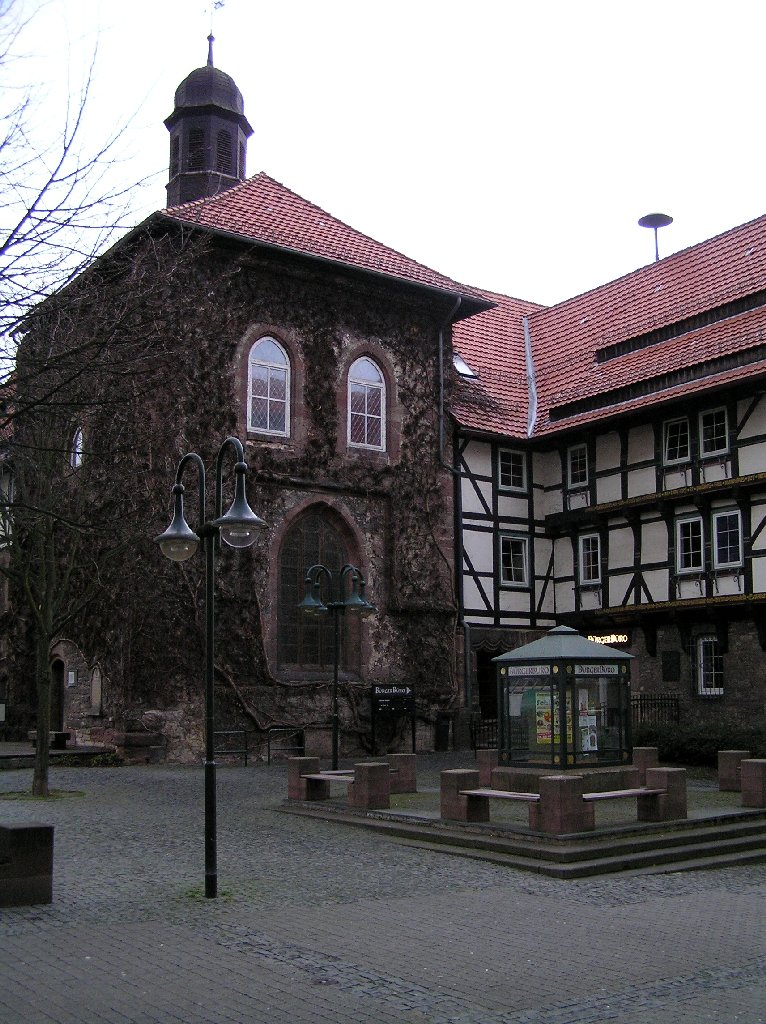
St.-Blasien-Komplex, Außenansicht der Kapelle

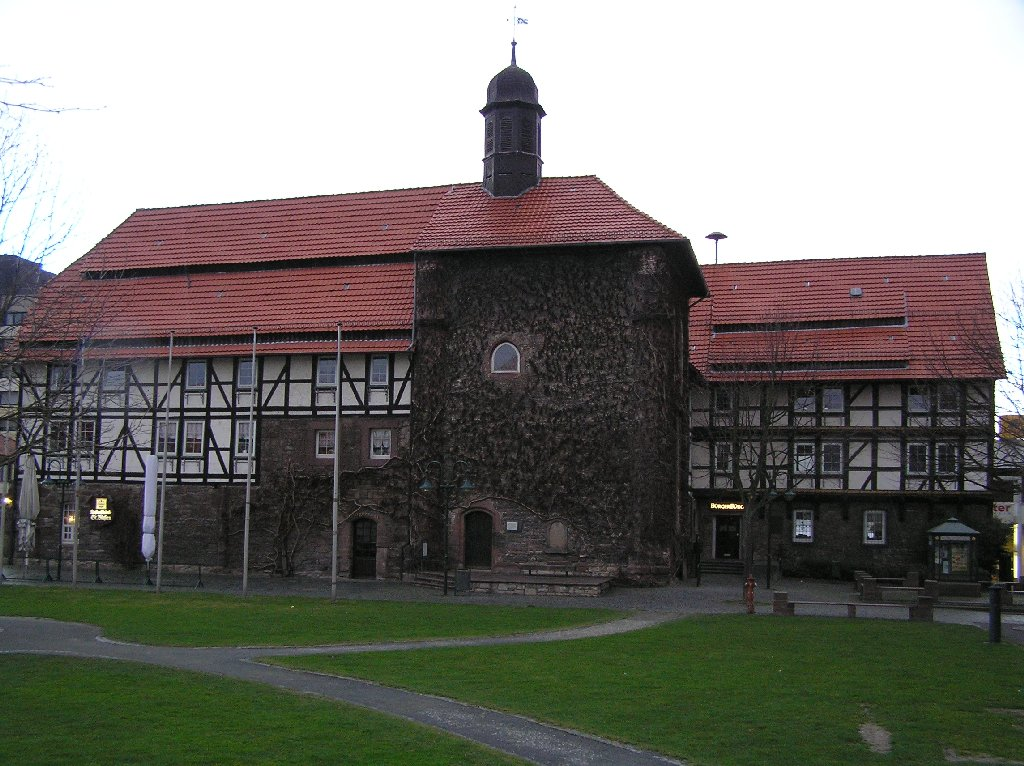
St.-Blasien-Komplex, Ansicht vom Münsterplatz

Das Kloster St. Blasien (benannt nach dem Heiligen Blasius von Sebaste), von dem heute nur noch der sogenannte St.-Blasien-Komplex steht, war eine Benediktinerabtei und liegt mitten im Stadtzentrum der Stadt Northeim.

## Geschichte
Maßgeblich für die Gründung des Klosters St. Blasien (um 1100) war der Wunsch des Grafen Otto von Northeim (gest. 1083), der aber erst nach dessen Tod von seinen Söhnen in der Grafschaft Northeim realisiert wurde. Zunächst als Chorherren-Stift gegründet wurde es aber wenig später in ein Benediktinerkloster umgewandelt. Neben dem Kloster lag der Hof (curtis) der Grafen von Northeim.
Die verkehrsgünstige Lage an der Kreuzung von zwei alten Handelsstraßen führte bald zur Bildung einer Marktsiedlung, welche die Keimzelle Northeims bildete und die Entwicklung zur Stadt begünstigte. Die Verleihung der Stadtrechte erfolgte im Jahre 1252.
Im 15. Jahrhundert trat der Reinhäuser Mönch Johannes Dederoth in das Kloster ein, der später als Abt Kloster Bursfelde reformierte und so den Anstoß zur Gründung der Bursfelder Kongregation, einem bedeutenden Zusammenschluss von Benediktinerkonventen, gab. Nach seiner Rückkehr führte Dederoth die Bursfelder Reformen zunächst in Kloster Reinhausen ein, da sich seine Ordensbrüder vorerst nicht für eine strengere Klosterzucht gewinnen ließen. Nach Dederoths Tod 1439 wurde Johannes von Hagen († 1469) Abt von Bursfelde, ein Jahr darauf wurde die Kongregation von der Kirche anerkannt. Es sollte jedoch noch bis in das Jahr 1464 dauern, bis sich auch das St.-Blasien-Kloster dem Bursfelder Klosterverband anschloss. Hintergrund der Klosterreform war u. a. die Devotio moderna, mit deren Hilfe die erstarrte Liturgie der Benediktiner zu neuen, verinnerlichten Ausdrucksformen fand.

### Münsterkirche
Gegen Ende des 15. Jahrhunderts entschloss man sich, die damals auf dem heutigen Münsterplatz gelegene und zum Kloster gehörende Kirche abzureißen und durch den Neubau einer größeren gotischen Hallenkirche zu ersetzen. Obwohl bereits seit der Jahrhundertmitte am Neubau der städtischen Kirche St. Sixti gearbeitet wurde, fühlte man sich aufgrund wirtschaftlicher Prosperität im Stande, einen weiteren Kirchenbau innerhalb Northeims zu realisieren. Diese Münsterkirche wurde allerdings niemals fertiggestellt. 1539 führte die Stadt Northeim das evangelisch-lutherische Bekenntnis ein. Das Spendenaufkommen für den Weiterbau der Münsterkirche kam zum Erliegen. Der Bau verfiel in den kommenden Jahrzehnten und wurde als Steinbruch genutzt. Der bereits angelegte Kirchhof um die Bauruine der Münsterkirche wurde bis ins späte 18. Jahrhundert als städtischer Friedhof weitergenutzt. 1790 wurde in einem Vertrag zwischen der Stadt Northeim und dem Land (d. h. dem Kurfürstentum Braunschweig-Lüneburg als Eigentümer des Klosterguts) bestimmt, „[...] daß der alte Münsterkirchhof zu einem öffentlichen Platze und Spaziergange bestimmt, mit Lindenbäumen bepflanzt und zu einer Esplanade eingerichtet werde, auch zu solcher Bestimmung bis zu ewigen Zeiten bleibe.“, womit der bis heute existierende Münsterplatz geschaffen wurde.

### Säkularisierung
Der Einführung des Luthertums setzte der Konvent von St. Blasien auf einer Visitation 1541/42, veranlasst durch die Herzogin Elisabeth von Braunschweig, Widerstand entgegen. Das Kloster befand sich zu jener Zeit jedoch schon in der Auflösung; so lebten, nachdem der Abt 1545 gestorben war, nur noch vier Brüder in der Niederlassung. Die Zahl mag in den folgenden Jahren nochmals geringfügig angestiegen sein, doch rafften die Pestepidemien der Jahre 1552/53 und 1565/66 die meisten von ihnen hinweg. 1570 aber gab der letzte Abt Johann Beckmann auf und verließ Northeim, womit bis auf ein kurzes Zwischenspiel 1629 während des Dreißigjährigen Krieges das monastische Leben im St.-Blasien-Kloster erlosch. Schon seit 1541 wurde die Verwaltung der Güter von einem Amtmann der Herzogin durchgeführt.
Große Teile des ehemaligen Klosterkomplexes verfielen im Laufe der Zeit und wurden im Rahmen der Innenstadtmodernisierung in den 1970er Jahren beseitigt.

## Beschaffenheit
Der bis heute erhaltene St.-Blasien-Komplex wurde 1975 von der Stadt Northeim übernommen und aufwändig restauriert. Er beherbergt heute unter anderem die 1517 fertiggestellte St.-Blasien-Kapelle. Diese ist die ehemalige Sakristei der niemals errichteten Northeimer Münsterkirche und seit ihrer Fertigstellung ununterbrochen gottesdienstlichen Zwecken gewidmet. Seit dem 28. April 1957 feiert die ev.-reformierte Kirchengemeinde hier ihre Gottesdienste.
Im Gebäude befindet sich weiterhin der 1982 eingerichtete Bürgersaal für festliche Empfänge der Stadt Northeim sowie kleinere kulturelle Veranstaltungen. Namensgeber dieses Raumes ist der Bürgersaal des 1832 abgebrannten mittelalterlichen Rathauses am Markt.
Weiterhin haben Standesamt, Bürgerbüro, die Bundesheimatgruppe Neustadt/OS (das heutige Prudnik in Polen) sowie die „Klosterschänke“, eine Gaststätte mit mittelalterlichem Gewölbekeller dort ihren Platz.